# Мајсторско писмо (изложба)
Истраживање занатства у старом Врању, резултирало је изложбом под називом Мајсторско писмо.

## О Мајсторским писмима и дипломама
Ради се о вишемесечном проучавању некадашњих занатлија Врања кроз мајсторска писма из Еснафског удружења, дипломе, које су занатлије разних профила стицали и у граду Врању и околини, и којима су потврђивали своја занатлијска знања и умећа. 
Тим потврдама, осим што су се бавили занатском делатношћу, постали су нови друштвени слој, задужен за развој врло важног привредног сегменту у тек ослобођеном Врању и околини од отоманске империје.

## Допринос старих занатлија из Еснафског удружења
Није занемарив ни њихов велики допринос у формирању институција култура, читалишта и медија у Врању. 
Врањске занатлије трговци и други, дали су веома велики допринос развоју града и кроз изградњу породичних и народних објеката, што је од великог значаја за културу града Врања.

## Развој културе старог Врања
Врањске занатлије и трговци били су чланови Црквеног одбора, школских одбора, Одбора грађанске касине, утемељивачи новог друштвеног живота у Врању.
Занатске задруге Обућа, Први мај и сл. дале су најбоље раднике за новоизграђене фабрике у граду као што су Коштана, Симпо, Металац и многе друге.
На изложби Мајсторско писмо, 2012. године, био је изложен велики број мајсторских писама, калфенских писама, диплома из Еснафског удружења. 
Занатлије, који су дали велики допринос развоју града Врања као и занатлије у другим градовима су: ковачи, пекари, самарџије, пинтери, кројачи, обућари, фотографи, бонбонџије, лончари, клонфери, и тако даље.
Изложба је објединила оригинале диплома почев од деветнаестог века па све до периода Другог светског рата.
Грађани Врања су имали прилику да виде оригинална мајсторска писма и калфенскае дипломе, обједињених на једном месту.